# Karen Horney
Karen Horney (/ˈhɔrnaɪ/; născută Danielsen, n. 16 septembrie 1885, Districtul Pinneberg, Schleswig-Holstein, Germania – d. 4 decembrie 1952, New York City, New York, SUA) a fost o psihiatră și psihanalistă germană care a practicat în anii târzii ai carierei sale în Statele Unite ale Americii.
Teoriile sale puneau la îndoială câteva din viziunile tradiționale ale lui Sigmund Freud, în special teoriile sale referitoare la sexualitate și orientarea instictuală a psihoanalizei. Karen Horney este creditată ca autoarea fondatoare a psihologiei feministă, considerată a fi un răspuns la teoria freudiană a invidiei penisului.
Psihologa germană nu a fost de acord cu opinia lui Freud referitoare la diferențele inerente dintre psihologia femeii și cea a bărbatului, tratându-le prin prisma diferențelor culturale și sociale și nu prin prisma biologiei. Din acest motiv, a fost adesea clasificată ca fiind neo-freudiană.

## Viață timpurie
Karen Horney a fost născută Karen Danielsen la data 16 septembrie 1885 în Blankenese, Germania, lângă Hamburg.  Tatăl său, Berndt Wackels Danielsen (1836–1910), a fost un căpitan norvegian de vas, un tradiționalist devotat gândirii patriarhale, fiind numit de copiii săi „cel care aruncă cu Biblia.”  Mama sa, Clotilde, născută van Ronzelen (1853–1911), de origine olandeză, cunoscută ca "Sonni", era foarte diferită, fiind mult mai deschisă decât Berndt.

## Educație și tinerețe
În anul 1904, mama lui Karen l-a părăsit pe soțul său (deși nu au divorțat niciodată), împreună cu toți copii săi. În 1906, Karen a devenit studentă la facultatea de medicină, fiind sprijinită de mama sa, în ciuda opunerii tatălui său.

## Carieră și lucrări
În 1920, Horney a acceptat un post de psihoanalist la Institutul de psihoanaliză din Berlin, calitate în care a predat psihanaliză pentru mai mulți ani.  Ulterior, după ce s-a mutat în Statele Unite, a predat psihanaliza la The New School din New York City.  Un alt psihanalist german, Karl Abraham, considerat de către Sigmund Freud ca fiind cel mai dotat elev al său, o considera pe Karen Horney ca fiind o extrem de dotată analistă a psihologiei umane precum și o profesoară de psihanaliză de mare calitate.
„Devierea” lui Horney față psihologia lui Freud a dus la demisia sa din poziția sa, pentru ca foarte curând să se mute în Statele Unite pentru a preda la Medical College of New York (la Colegiul universitar medical al orașului New York).  Psihiatra germană a fondat de asemenea și o revistă de specialitate, Jurnal de psihanaliză american (conform originalului, American Journal of Psychoanalysis).   Karen Horney a continuat să predea la New York Medical College, să scrie lucrări de specialitate și să practice ca medic psihiatru până la moartea sa survenită în 1952.

## Teoria nevrozei
Horney a studiat nevroza într-un mod diferit față de modul în care alți psihanaliști ai timpului au tratat acest subiect.  Largul său interes în studierea acestui subiect a făcut ca psihanalista germană să ajungă la o detailată teorie a nevrozei, bazată pe numeroasele fapte culese de la proprii săi pacienți.  Karen Horney era convinsă că fenomenul nevrozei este un proces continuu, de-a lungul întregii vieți a unui pacient suferind de această condiție.
Cea mai importantă contribuție a lui Karen Horney la analizarea complexă a nevrozei este lucrarea, devenită de referință, Neurosis and Human Growth (în limba română Neuroza și creșterea omului), Norton, New York, 1950, ISBN 0-393-00135-0.

## Lucrări
- Neurosis and Human Growth, Norton, New York, 1950. ISBN 0-393-00135-0
- Are You Considering Psychoanalysis? Norton, 1946. ISBN 0-393-00131-8
- Our Inner Conflicts, Norton, 1945. ISBN 0-393-00133-4
- Self-analysis, Norton, 1942. ISBN 0-393-00134-2
- New Ways in Psychoanalysis, Norton, 1939. ISBN 0-393-00132-6 (alternate link)
- The Neurotic Personality of our Time, Norton, 1937. ISBN 0-393-01012-0
- Feminine Psychology (reprints), Norton, 1922–37 1967. ISBN 0-393-00686-7
- The Collected Works of Karen Horney (2 vols.), Norton, 1950. ISBN 1-199-36635-8
- The Adolescent Diaries of Karen Horney, Basic Books, New York, 1980. ISBN 0-465-00055-X
- The Therapeutic Process: Essays and Lectures, ed. Bernard J. Paris, Yale University Press, New Haven, 1999. ISBN 0-300-07527-8
- The Unknown Karen Horney: Essays on Gender, Culture, and Psychoanalysis, ed. Bernard J. Paris, Yale University Press, New Haven, 2000. ISBN 0-300-08042-5
- Final Lectures, ed. Douglas H. Ingram, Norton, 1991.—128 p. ISBN 0-393-30755-7 ISBN 9780393307559